# Långtjärnen (Burträsks socken, Västerbotten, 715657-170883)
Långtjärnen är en sjö i Skellefteå kommun i Västerbotten och ingår i Rickleåns huvudavrinningsområde.